# Otočje Çiçek
Otočje Çiçek je otočna skupina u Izmirskom zaljevu u Turskoj, smještena uz obalu grada Urle.

## Geografija
Otočna skupina uključuje otoke Akça, İncirli, Pırnarlı, Yassıca, otočiće Arap (2 otočića duljine po 100 m) i otočiće Körtaş (otočić duline 100 m i susjedna hrid). Nalazi se u Izmirskom zaljevu, uz obalu Urle.
Otočje Çiçek nastalo je tijekom geološkog razdoblja srednjeg miocena.

## Flora i fauna
Quercus ilex, Quercus coccifera, Pistacia lentiscus, Phillyrea latifolia, Arbutus unedo i Olea europea najčešće su biljke otočne skupine. Na njemu živi značajni broj pontskih galebova ( Larus cachinnans). Iz tog razloga, smatra se važnim područjem za ptice. Tu također živi i sredozemna medvjedica (Monachus monachus).

## Gospodarstvo
Otoci, koji su nenaseljeni, važna su odredišta za dnevni turizam. Uz obale otoka nalaze se ribogojilišta.